# Eld (album av Enslaved)
Eld är det tredje fullängdsalbumet av norska progressive metal-bandet Enslaved.

## Låtlista
1. "793 (Slaget om Lindisfarne)" – 16:10
2. "Hordalendigen" – 5:19
3. "Alfablot" – 6:33
4. "Kvasirs blod" – 7:51
5. "For lenge siden" – 8:08
6. "Glemt" – 8:04
7. "Eld" – 6:36

- Alla texter skrivna av Grutle Kjellson, utan spår 6 skriven av Ivar Bjørnson.
- All musik skriven av Ivar Bjørnson, spår 4 och 7 skriven av Grutle Kjellson / Ivar Bjørnson.

## Banduppsättning
- Ivar Bjørnson (eg. Ivar Skontorp Peersen) – gitarr, keyboard
- Grutle Kjellson (Kjetil Tvedte Grutle) – basgitarr, sång
- Harald Helgeson (Harald Magne Revheim) – trummor

## Produktion
- Pytten (Eirik Hundvin) – producent, ljudtekniker, mixning
- Jørgen Træen – ljudtekniker
- Karl Henrik Nymo – foto
- Sverd (Steinar Johnsen) – foto
- Jannicke Wiese-Hansen – logodesign